# Raymond Moore
Raymond Moore (Johannesburg, 24 agosto 1946) è un ex tennista sudafricano.

## Carriera
Nei tornei dello Slam ha raggiunto due quarti di finale in singolare, a Wimbledon 1968 e agli US Open 1977, mentre in doppio si avventurato fino alla semifinale degli Australian Open 1969 in coppia con Marty Riessen. A metà anni 1970 è stato tra gli ideatori del torneo di Indian Wells.
Nel circuito principale vanta due finali in singolare, senza riuscire a vincere il match decisivo, e venti nel doppio con otto titoli conquistati. In Coppa Davis ha giocato ventitré match con la squadra sudafricana vincendone dodici.

## Statistiche

### Doppio

#### Vittorie (8)
| N. | Anno | Torneo                                 | Superficie  | Compagno        | Avversari in finale            | Punteggio     |
| 1. | 1974 | Japan Open Tennis Championships, Tokyo | Terra rossa | Onny Parun      | Juan Gisbert Sr. Roger Taylor  | 4–6, 6–2, 6–4 |
| 2. | 1974 | Vienna Open, Vienna                    | Cemento (i) | Andrew Pattison | Bob Hewitt Frew McMillan       | 6–4, 5–7, 6–4 |
| 3. | 1975 | Canada Masters, Montréal               | Cemento     | Cliff Drysdale  | Jan Kodeš Ilie Năstase         | 6–4, 5–7, 7–6 |
| 4. | 1976 | Hawaiian Open, Maui                    | Cemento     | Allan Stone     | Dick Stockton Roscoe Tanner    | 6–7, 6–3, 6–4 |
| 5. | 1978 | Indian Wells Masters, Palm Springs     | Cemento     | Roscoe Tanner   | Bob Hewitt Frew McMillan       | 6–4, 6–4      |
| 6. | 1978 | SA Tennis Open, Johannesburg           | Cemento     | Peter Fleming   | Bob Hewitt Frew McMillan       | 6–3, 7–6      |
| 7. | 1979 | Atlanta Open, Atlanta                  | Cemento     | Ilie Năstase    | Steve Docherty Eliot Teltscher | 6–4, 6–2      |
| 8. | 1981 | Johannesburg Indoor Johannesburg       | Cemento     | Bernard Mitton  | Bob Hewitt Frew McMillan       | 7–5, 3–6, 6–1 |